# Philipp Christoph von und zu Erthal
Philipp Christoph Reichsfreiherr von und zu Erthal (* 1689 in Elfershausen; † 15. Mai 1748 in Mainz) war seit Mai 1745 Obermarschall, „Vice Cammer Praesident“ im Kurfürstentum Mainz und als Architekt tätig. Er entstammte dem Geschlecht Erthal, welches Würzburger und Bamberger Bischöfe und, mit Philipp Christophs Sohn Friedrich Karl Joseph von Erthal, den letzten Kurfürsten von Mainz stellte.
Als in Frankreich geschulter so genannter „Kavaliersarchitekt“ führte von Erthal den französischen klassizistischen Stil in das barocke Mainz ein und ist unter anderem der Erbauer des Erthaler Hofes in Mainz.

## Leben
Philipp Christoph von und zu Erthal wurde 1689 im unterfränkischen Elfershausen geboren. Sein Vater, Philipp Valentin Freiherr von Erthal auf Schwarzenau, Elfershausen und Hetzlos, gehörte der in der Nähe von Kissingen beheimateten Elfershausener Linie der Adelsfamilie Erthal an und war ein Amtsmann des Würzburger Bischofs. Seine Mutter war Katharina Barbara von Aufseß.
Erthal war zuerst für den geistlichen Stand bestimmt. Mit 13 Jahren wurde er 1702 zum Domcellar an den Mainzer Dom gebracht. Nach Abschluss seiner geistlichen Ausbildung trat er allerdings 1714 wieder in den weltlichen Stand um das Geschlecht derer von Erthal weiterzuführen.
Am 31. Januar 1717 heiratete er Maria Eva Freiin von Bettendorff in Falkenberg im Taunus. Mit ihr hatte er zehn Kinder (sieben Söhne und drei Töchter). Einer der Söhne war der letzte Mainzer Kurfürst Friedrich Karl Joseph von Erthal, ein weiterer der Fürstbischof von Würzburg und Bamberg Franz Ludwig von Erthal. Weitere Nachkommen waren Lothar Franz von Erthal (Stiftsherr), Heinrich Carl Ignatius von Erthal, Maria Anna Magdalena von Erthal, Maria Sophia Margaretha Catharina von Erthal laut den Lohrer Fabulologen das Schneewittchen, Johann Ludwig Nepomuk von Erthal, Maria Amalia Elisabetha Franziska von Erthal, Franz Philipp Ludwig Carl Anton von Erthal, Carl Philipp Friedrich Anton von Erthal und Theoderich Carl Wolfgang Damian Xaver von Erthal. Als seine erste Frau Maria Eva am 13. Dezember 1738 starb, war die zweite Tochter Maria Sophia Margaretha Catharina von Erthal 13 Jahre alt. Ende 1739 zog er mit seinen Kindern nach Mainz, in den von ihm für seine Frau gebauten Erthaler Hof. 1743 heiratete er zum zweiten Mal, diesmal Maria Elisabeth Claudia, eine geborene Gräfon Reich von Reichenstein, verwitwete Freifrau von Venningen, in Augsburg. Am 16. Mai 1744 wird seine Tochter aus zweiter Ehe, Maria Anna Augusta Nepomucena, in Mainz geboren. Die jedoch schon am 17. Juni 1748 dort starb.
Von 1719 bis Mai 1745 war Philipp Christoph Amtmann im Amt Lohr. Ab 1740 machte Erthal am kurfürstlichen Hof in Mainz schnell Karriere. Der Ernennung zum „Kurmainzischen Geheimen Rat“ folgten weitere Ämter und Titel.  Kurfürst Johann Friedrich Karl von Ostein ernannte ihn schließlich am 29. Mai 1745 zum Obermarschall und „Vice Cammer Praesident“.
Am 14. Mai 1748 starb Philipp Christoph von und zu Erthal im Alter von 59 Jahren im Erthaler Hof in Mainz und wurde auf dem Friedhof von St. Emmeran in Mainz beigesetzt.

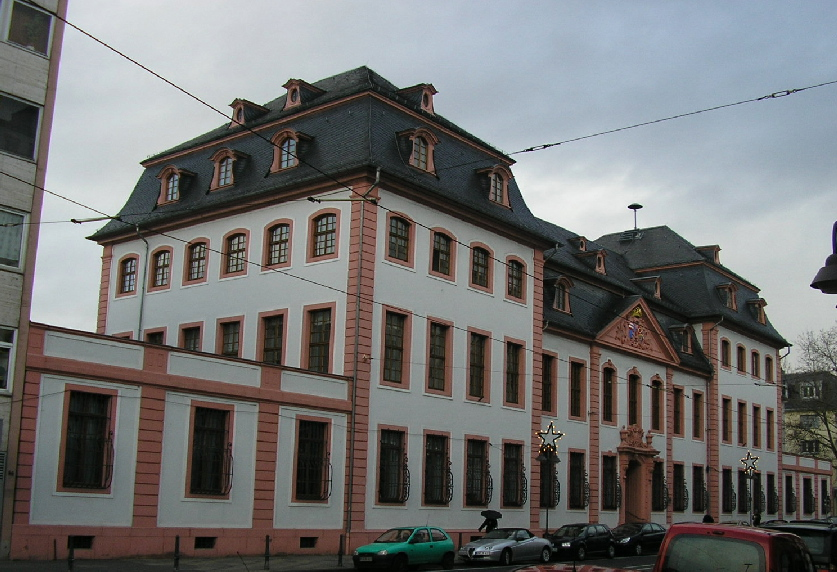
Im Erthaler Hof in Mainz lebte er ab 1740 mit seinen Kindern

## Tätigkeit als Architekt
Seine adelige Herkunft machte Christoph von Erthal eine Hauptbeschäftigung als Architekt unmöglich. Ein Ausweg war die Tätigkeit als so genannter „Kavaliersarchitekt“, d. h. die Verknüpfung standesgemäßer Betätigung mit der als adeliges Hobby betriebenen Arbeit als Architekt. Im Rahmen einer „Kavalierstour“ nach Frankreich knüpfte er Kontakte zu dem französischen Hofarchitekten Germain Boffrand, dessen Stil ihn nachhaltig beeinflussen sollte. Auch mit dem Mainzer Hofarchitekten Maximilian von Welsch arbeitete er eng zusammen, zum Beispiel in künstlerischen Fragen bei dem kurfürstlichen Lustschloss Favorite.
Durch die Ausbildung bei Boffrand brachte Erthal – zusammen mit einem anderen Kavaliersarchitekten, Anselm Franz Freiherr von Ritter zu Groenesteyn – den neuen französischen Klassizismus in das noch barock geprägte Mainz. Ab 1734 erbaute er für seine Familie nahe am damaligen Thiermarkt, dem heutigen Schillerplatz, den Erthaler Hof, eines der in Mainz zahlreichen Adelspalais. Als Architekt war er 1720 an den Planungen der Würzburger Residenz beteiligt. Ebenfalls beratend wirkte er beim Bau des Bruchsaler Schlosses ab 1720 mit.
Auch auf anderen Feldern war Erthal tätig. Er war Modernisierer und Erneuerer des Salinenwesens der Salzstadt Orb. Im Auftrag des Erzbischofs von Mainz lagerte er die gesamte Salzgewinnungskette aus der Stadt aus. Zwischen 1729 und 1748 schuf er eine großzügig angelegte, neue Saline mit Sudhäusern, Salzmagazinen, Werkstätten und 10 Gradierwerken mit Schwarzdornreisig vor den Toren der Stadt, als Ersatz für die bis dahin üblichen Strohwände.